# Olívio Dutra

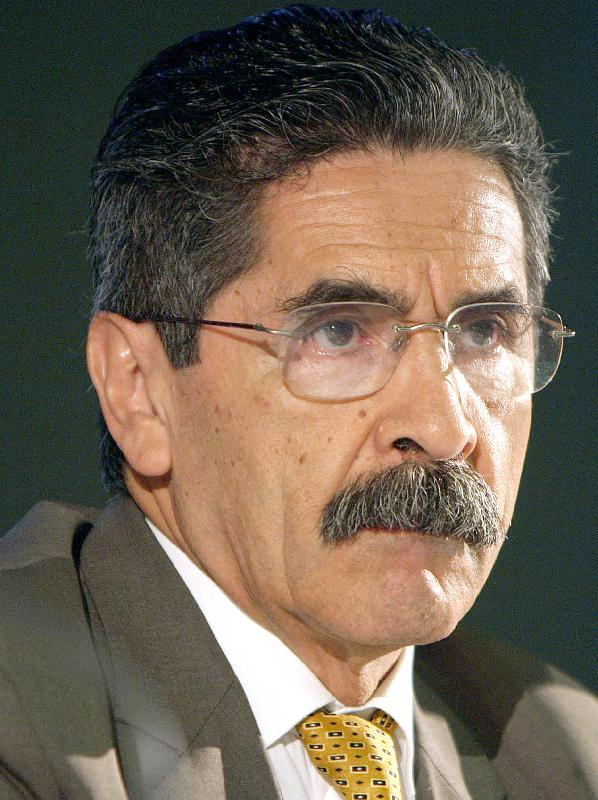
Olívio Dutra, 2004

Olívio de Oliveira Dutra (* 10. Juni 1941 in Bossoroca) ist ein brasilianischer Politiker. Er war Bürgermeister von Porto Alegre, Gouverneur von Rio Grande do Sul und Minister für Städte in der Regierung von Luiz Inácio Lula da Silva.
Seine politischen Aktivitäten begann er in der Gewerkschaftsbewegung während der Militärdiktatur. Als Anführer des Streiks der Bankangestellten forderte er die Militärs heraus. Er wurde zu einem der Gründer der Partido dos Trabalhadores (PT) in Rio Grande do Sul.
1986 wurde er ins brasilianische Abgeordnetenhaus (Congresso Nacional) gewählt, in dieser Zeit wurde die brasilianische Verfassung ausgearbeitet. 1987 wurde er in die nationale Führung der PT gewählt. Am 5. Oktober 1988 gewann er die Bürgermeisterwahlen in Porto Alegre.
Die wichtigste Maßnahme seiner Amtszeit war die Einrichtung des Bürgerhaushalts (Orçamento Participativo), die den Bewohnern der Stadt mehr Klarheit und Mitspracherechte in den Entscheidungen über Investitionen sicherte. Da er im Stadtparlament keine absolute Mehrheit der PT hatte, musste Dutra sich gegen die Opposition und die lokalen Medien durchsetzen. Dies gelang ihm, unter anderem durch eine Neuordnung der städtischen Finanzen und Steuererhöhungen, das Konzept des partizipativen Haushalts wurde ein „Exportgut“ der Stadt, nicht nur in andere Städte Brasiliens, sondern weltweit. Der Erfolg führte auch vor Ort zu größerer Akzeptanz und begründete eine starke Position der PT in der Stadt, die später mehrere Weltsozialforen ausrichtete.
1994 verlor Dutra die Gouverneurswahlen noch gegen Antônio Britto, 1998 jedoch gewann er sie. Auf Bundesstaatsebene konnte er den partizipativen Haushalt allerdings nicht so erfolgreich einführen. Die PT konnte den Gouverneursposten in den Wahlen 2002 nicht halten.
2003 wurde Dutra von Lula da Silva als Minister für Städte berufen. 2005 wurde er mit 86 % in Direktwahlen zum PT-Vorsitzenden in Rio Grande do Sul gewählt.
2006 kandidierte er erneut in seinem Heimatstaat, er kam in die zweite Runde der Gouverneurswahl, verlor diese jedoch gegen Yeda Crusius von der PSDB.